# Труммлер, Ганс
Ганс Труммлер (нем. Hans Trummler; 24 октября 1900, Фридрихрода, Германская империя — 22 октября 1948, Ландсбергская тюрьма) — немецкий коммерсант, оберфюрер СС и инспектор полиции безопасности и СД в Висбадене.

## Биография
Ганс Труммлер родился 24 октября 1900 года в семье продавца. Участвовал в Первой мировой войне в составе 104-го пехотного полка. В 1919 году был сначала в рядах саксонских пограничных охотников и до 1920 года в добровольческом батальоне Лейпцига. Труммлер завершил банковское обучение, изучал в университете Лейпцига экономику и в 1923 году получил степень доктора естественных наук. Труммлер работал секретарём в Commerzbank в Циттау, затем клерком в страховом банке Готы и менеджером по персоналу в компании Horch. С 1927 по 1933 года работал на предприятии отца.
1 января 1928 года вступил в НСДАП (билет № 73599). В том же году присвоен к Штурмовым отрядам (СА). В 1932 году стал начальником штаба СА в Лейпциге. С декабря 1933 года в звании штандартенфюрера СА возглавлял высшее школьное управление СА в Лейпциге. В этом качестве был членом сената лейпцигского университета и высшей торговой школы Лейпцига. За это время Труммлер создал беговую школу СА в Борне, где профессора и доценты со всей Германии обучались военным видам спорта. В 1934 году был схвачен в рамках Путча Рёма, но вскоре освобождён. Затем в звании оберфюрера СА он создал тренировочный лагерь в Миттенвальде. 12 апреля 1934 года получил золотой партийный знак НСДАП. В том же году в штабе начальника СА стал руководителем отдела по подготовке и повышении квалификации.
В 1934 году в звании штандартенфюрера был принят в ряды СС (№ 254581). В 1935 году недолгое время руководил имперской спортивной школой в Бург Нойхаус. Вскоре после обвинения в сексуальных домогательствах и финансовых нарушениях ему пришлось покинуть пост. Полицейское управление Лейпцига описало его как «психопата» с «грубым и жестоким характером», но с «детским поведением». По этой причине ему было запрещено весной 1936 года носить форму СС. В мае 1936 года стал руководителем пограничного патруля Мюнхена, и ему снова разрешили носить форму СС. В январе 1938 года также служил в гестапо.
В 1938 году стал офицером СС в Главном управлении СД. С сентября 1939 года служил в Главном управлении имперской безопасности (РСХА). Труммлер был командиром айнзацкоманды в составе айнзацгруппы особого назначения под руководством Удо фон Войрша, которая подготовила нападение на Польшу в рамках операции «Танненберг». Труммлер возглавлял предполагаемых защитников, а Отто Хельвиг предполагаемых обороняющихся. С марта 1939 года возглавлял школу пограничной полиции в Прече. После расформирования этой школы летом 1941 года персонал, работавшей в нем, был переведён в ещё строящуюся школу полиции безопасности Дрёген в Фюрстенберге. В начале февраля 1942 года возглавил школу полиции безопасности Дрёген.
Летом 1944 года занял должность инспектора полиции безопасности и СД в Висбадене, а также с середины сентября и до середины декабря 1944 года  был руководителем полиции безопасности и СД в Меце. Труммлер возглавлял полицию безопасности и СД «Рейн-Вестмарк» при высшем руководителе СС и полиции Юргене Штропе до конца марта 1945 года. С февраля 1945 года против Труммлера проводилось расследование по обвинению в жестоко обращении с подчинёнными. В конце войны Труммлер возглавлял так называемую «боевую группу Труммлера», которая совершила убийства граждан в Альтёттинге.
После окончания войны был арестован и помещён в лагерь для интернированных в Дахау. В рамках процессов Дахау Труммлеру пришлось предстать перед судом с 20 другими обвиняемыми во главе с Юргеном Штропом  на одном из процессов по делу об убийстве пилотов за убийство американского пилота. 21 марта 1947 года американским военным трибуналом за казни американских военнопленных был приговорён к смертной казни. 22 октября 1948 года приговор был приведён в исполнение в Ландсбергской тюрьме.